# Chilesaurus

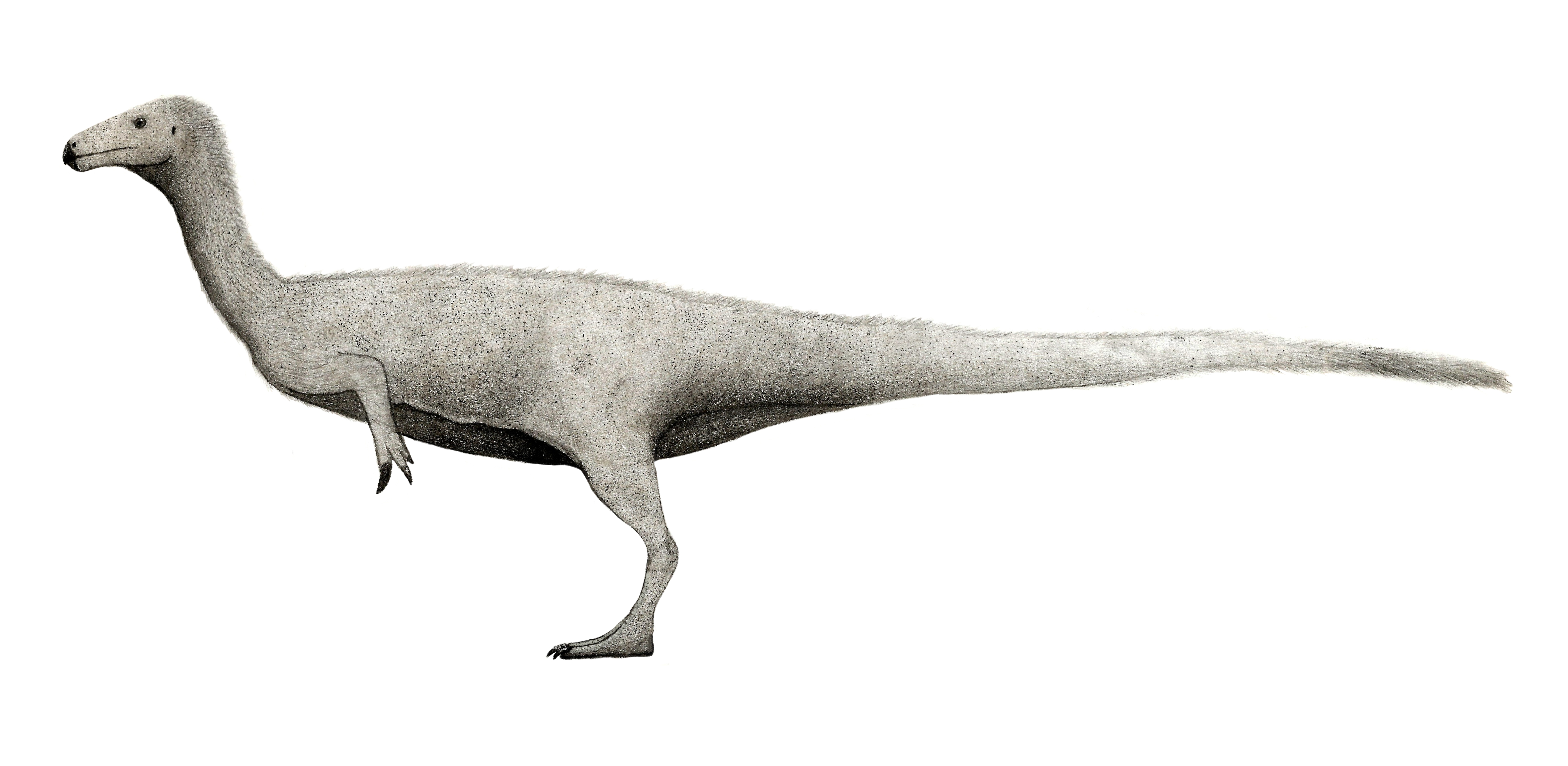
Chilesaurus

Chilesaurus diegosuarezi is een plantenetende theropode dinosauriër, behorend tot de groep van de Tetanurae, die tijdens het late Jura leefde in het gebied van het huidige Chili.
Chilesaurus, gevonden in 2004 en benoemd in 2015, toont een verwarrende mengeling van kenmerken. Die kan veroorzaakt zijn doordat hij zich als normaliter vleesetende theropode heeft aangepast aan het eten van planten. Als alternatief is geopperd dat het om een heel vroeg afgesplitste afstammingslijn van de Ornithischia gaat die nog theropode kenmerken toont door een vermeende nauwe verwantschap van die groep met de Theropoda.

## Vondst en naamgeving
Op 4 februari 2004 vond de zevenjarige Diego Suárez, de zoon van de geologen Manuel Suárez en Rita de la Cruz, tijdens een trektocht bij Aysén in Zuid-Chili nabij het Lago General Carrera een rib en een wervel van een dinosauriër. Hij en zijn zusje Macarena waren op zoek naar mooie stenen voor hun verzameling. Het bleek een nog onbekende soort te zijn waarvan op de vindplaats nog eens vier exemplaren opgegraven werden plus acht losse botten. De resten werden voor het eerst in 2008 in de literatuur vermeld en toen vermoed verschillende soorten dinosauriërs te vertegenwoordigen, waaronder Ornithischia, totdat duidelijk werd dat het om één soort ging met een ongewone combinatie van eigenschappen.

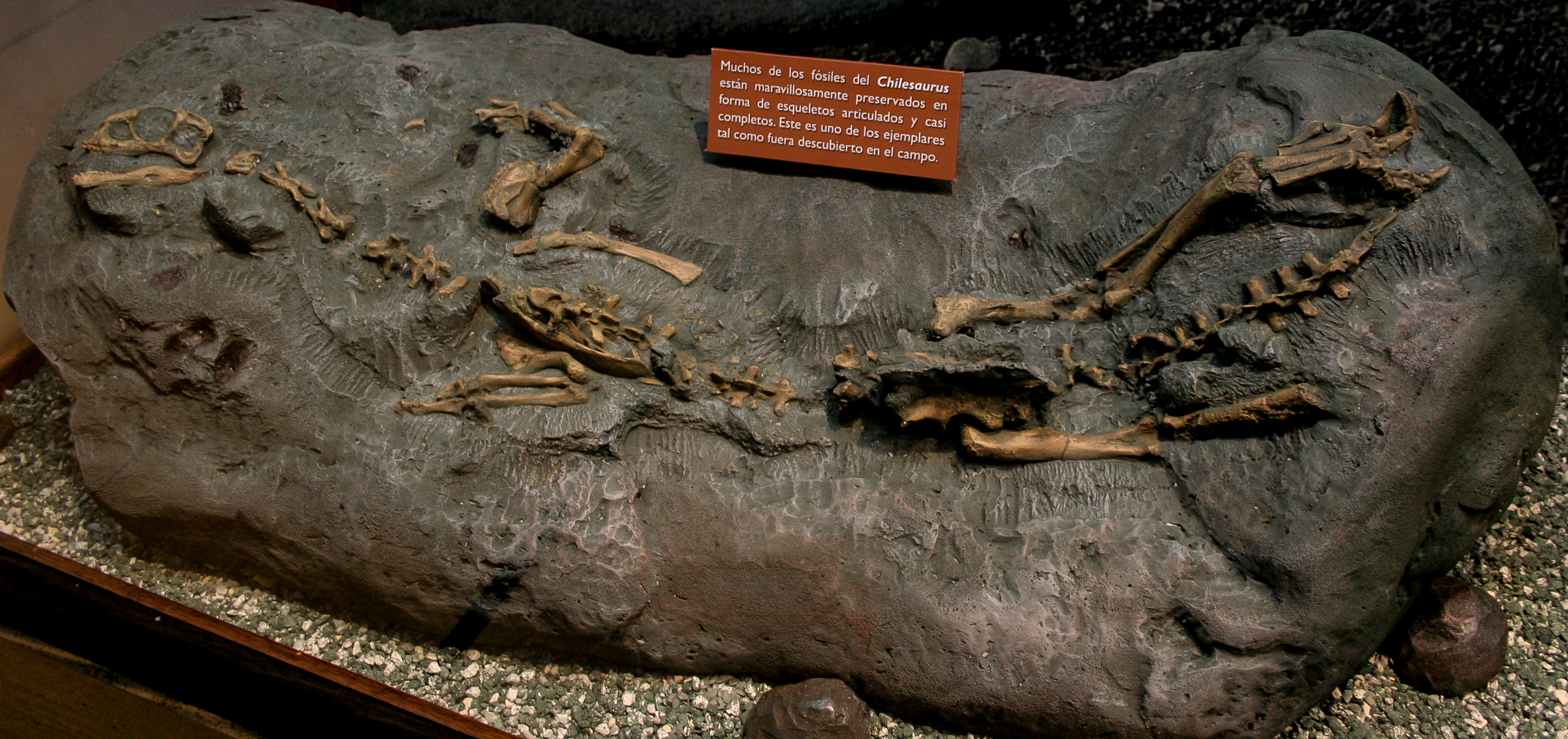
Een afgietsel van het holotype

In 2015 benoemden en beschreven Fernando Emilio Novas, Leonardo Salgado, Manuel Suárez, Federico Lisandro Agnolín, Martín Dário Ezcurra, Nicolás R. Chimento, Rita de la Cruz, Marcelo Pablo Isasi, Alexander Omar Vargas en David Rubilar-Rogers de typesoort Chilesaurus diegosuarezi. De geslachtsnaam verwijst naar Chili. De soortaanduiding eert Diego Suárez.
Het holotype, SNGM-1935, is gevonden in een laag vulkanische zandsteen van de Toquiformatie die dateert uit het late Tithonien, ongeveer 145 miljoen jaar oud. Het bestaat uit een vrij compleet in verband liggend skelet met schedel van een onvolwassen individu. De schedel omvat een praemaxilla, beide bovenkaaksbeenderen, de voorhoofdsbeenderen, een rechterpostorbitale, een squamosum, de onderkant van een hersenpan en een ectopterygoïde. Verder is er een voorste dentarium van de onderkaak. De achterste staart, de handen en de voeten ontbreken. De andere exemplaren zijn de paratypen. Ze vertegenwoordigen onvolwassen en volwassen individuen. Het betreft de specimina SNGM-1937: voorpoten met een linkerscheenbeen en een linkerkuitbeen; SNGM-1936: een bekken, de voorpoten, een rechterenkel met rechtermiddenvoet; SNGM-1938: voorpoten inclusief gedeeltelijke handen, de schoudergordel, de ruggengraat en ribben; SNGM-1889: een rechterdarmbeen; SNGM-1895: de bovenkant van een linkerscheenbeen; SNGM-1888: een onderste linkeronderbeen inclusief voet; SNGM-1901: de onderkant van een rechterscheenbeen; SNGM-1894, SNGM-1898, SNGM-1900 en SNGM-1903: losse wervels; en SNGM-1887: een gedeeltelijke linkerhand. De paratypen vullen het holotype dus vooral aan in de handen en voeten.

## Beschrijving

### Grootte, algemene bouw en onderscheidende kenmerken

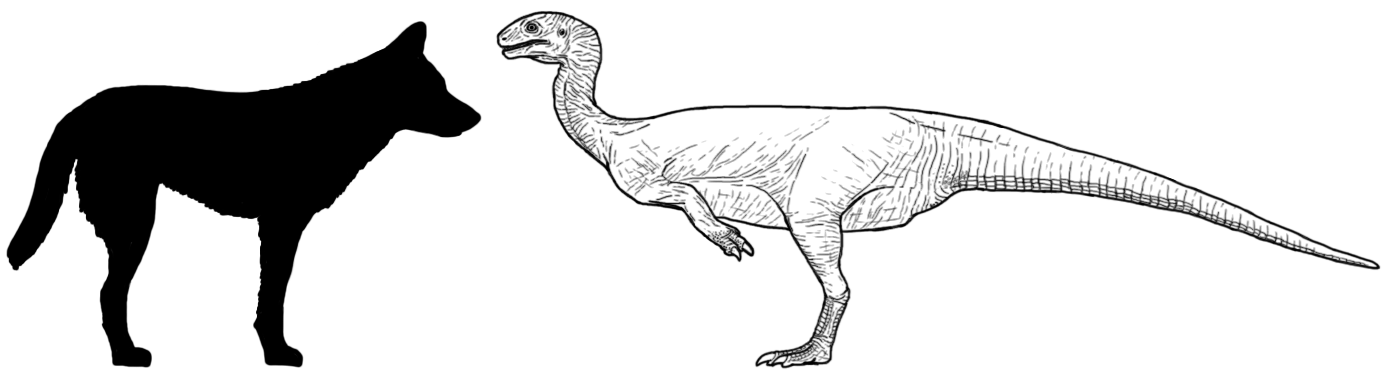
Chilesaurus in grootte vergeleken met een wolf

Chilesaurus werd tot 3,2 meter lang. Het dier heeft een korte kop, een lange flexibele nek, lange voorpoten en stevige achterpoten. Het meest opvallende kenmerk is dat het, hoewel behorend tot de meest carnivore Theropoda, zelf een planteneter is, zoals blijkt uit het gebit.
De beschrijvers wisten verschillende onderscheidende kenmerken vast te stellen. De praemaxilla is kort en hoog met een opvallende plaatvormige tak achter de neusgaten. De tanden zijn bladvormig met alleen kartelingen op de punt van de kroon van net uitgebroken vervangingstanden. Het ravenbeksbeen is rechthoekig met overdwars dikke randen. De tweede vinger heeft korte kootjes boven de klauw. De derde vinger is rudimentair. Het darmbeen heeft een achterblad dat recht afgesneden is. Het darmbeen heeft geen antitrochanter. Het aanhangsel van het darmbeen voor het zitbeen is robuust. Het schaambeen steekt naar achteren. Het schaambeen heeft een staafvormige schacht en geen verbreding van het onderste uiteinde. Het dijbeen heeft geen kam aan de onderste binnenkant. Het scheenbeen heeft geen crista fibularis.
Daarnaast toont Chilesaurus nog een unieke combinatie van op zich niet unieke eigenschappen. Het dentarium van de onderkaak is vooraan hoger dan achteraan. De pleurocoelen, pneumatische uithollingen, in de zijkanten van de halswervels zijn gepaard en gescheiden door een tussenschot. Het beenschort tussen de schaambeenderen is overdwars smal. De zitbeenderen zijn verbonden door een beenschort dat sterk verticaal uitgebreid is. De trochanter major van het dijbeen is van voor naar achter verbreed. De opgaande tak van het sprongbeen is lager dan het hoofdlichaam. Het hielbeen is driehoekig in onderaanzicht. Het eerste middenvoetsbeen is robuust, langwerpig en bovenaan toegeknepen. De eerste teen is groot. Het tweede middenvoetsbeen is breder dan de andere middenvoetsbeenderen.

### Skelet

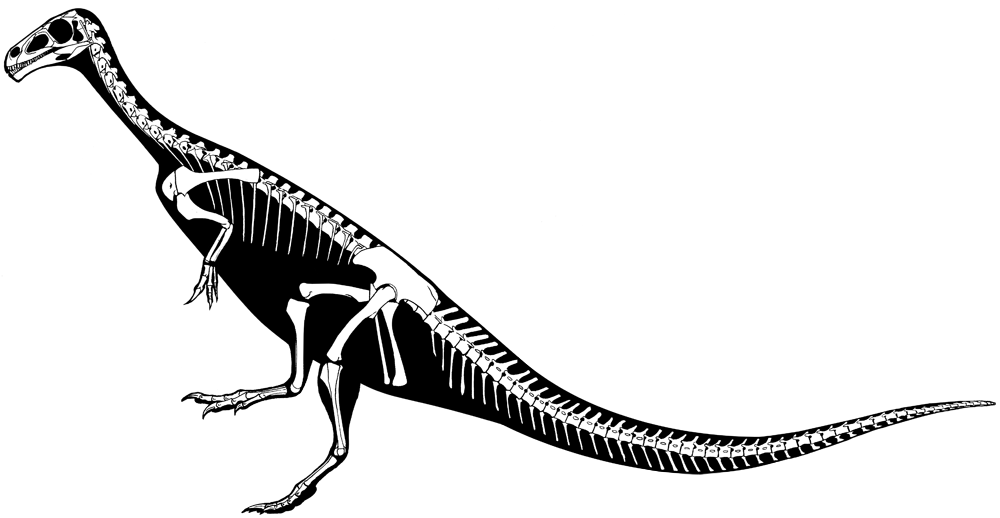
Een diagram van het skelet in een interpretatie van Jaime Headden

De kop van Chilesaurus is zoals door de beschrijvers gereconstrueerd erg klein en kort. De lengte is niet geheel zeker daar de neusbeenderen en de jukbeenderen ontbreken en er bij het fossiel dus geen doorlopende verbinding is met de rest van de schedel. Het bewaarde voorste snuitbeen, een praemaxilla, is kort en hoog met een ruwe voorkant die een hoornsnavel doet vermoeden. In zijaanzicht is de voorkant van de snuit onderaan recht afgesneden. Op halve hoogte is er een vrij plotse knik naar achteren. Achter de bocht die zo gevormd wordt bevindt zich de grootste verbreding van het neusgat dat zich vrij steil omhoog en scherp versmallend voortzet. Zowel de praemaxilla als het bovenkaaksbeen dragen lange naar voren gerichte spatelvormige tanden. Het aantal maxillaire tanden bedraagt minstens acht. De voorhoofdsbeenderen zijn lang en smal en maken een belangrijk deel uit van de voorste oogkas. Het postorbitale heeft een lange dunne neergaande tak. De achterkant van de schedel is vrij laag. De hersenpan is aan de onderkant diep uitgehold door een recessus basisphenoidealis.

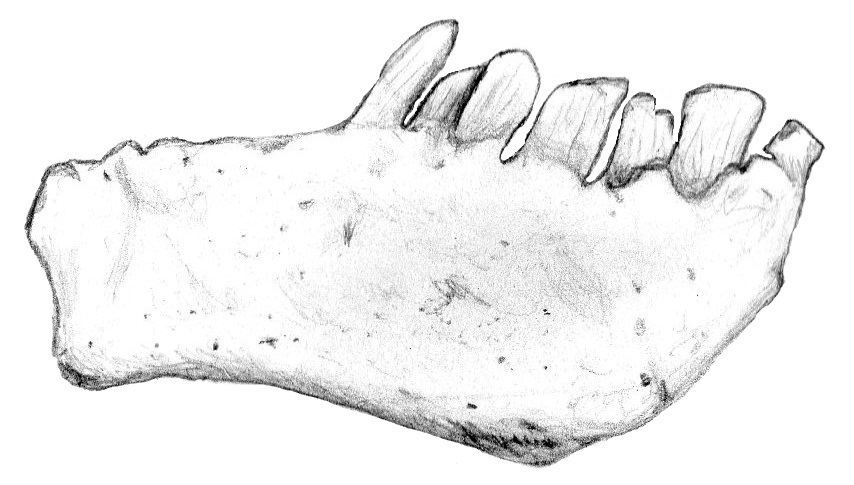
Het stuk dentarium van de onderkaak

In de onderkaak heeft het dentarium een rechte bovenrand. Vooraan is het hoger door een verdiepte "kin". In de voorkant van het dentarium staan een dozijn zeer grote lange tanden, schuin naar voren gericht onder onregelmatige hoeken. De achterste zijn nog enigszins tongvormig maar naar voren toe is de top van de tanden horizontaal vlak afgesleten. Ze hebben daarmee een vorm die uniek is in de Theropoda.
De nek is vrij dun en langgerekt. De negen halswervels hebben lage doornuitsteeksels. Er zijn dertien ruggenwervels. De halswervels en voorste ruggenwervels hebben diepe pleurocoelen. De beschrijvers noemen die "gepaard" maar daarmee bedoelen ze niet zozeer dat ze links en rechts aanwezig zijn doch dat er aan beide zijden twee achter elkaar geplaatste liggende ovalen te zien zijn. Ieder van deze ovalen is in tweeën gedeeld door een kort verticaal beenschot. De voorste ruggenwervels hebben opvallende hypapofysen, verdikkingen van de onderrand van het voorste centrumfacet. De doornuitsteeksels van de ruggenwervels zijn vrij laag; die van de voorste staartwervels iets hoger.
Het schouderblad is stevig maar relatief langwerpig met een verbreding aan het bovenste uiteinde, zoals bij basale Averostra. Het ravenbeksbeen is klein met de vorm van een afgeronde rechthoek. Het ziet er niet uit als dat van een typische theropode. Zo ontbreekt de bult voor de aanhechting van de musculus biceps brachii en ook het haakvormig uitsteeksel aan de achterste onderkant is afwezig. Wel is dit bot opvallend overdwars dik, vooral aan de normaliter vrij dunne buitenranden.

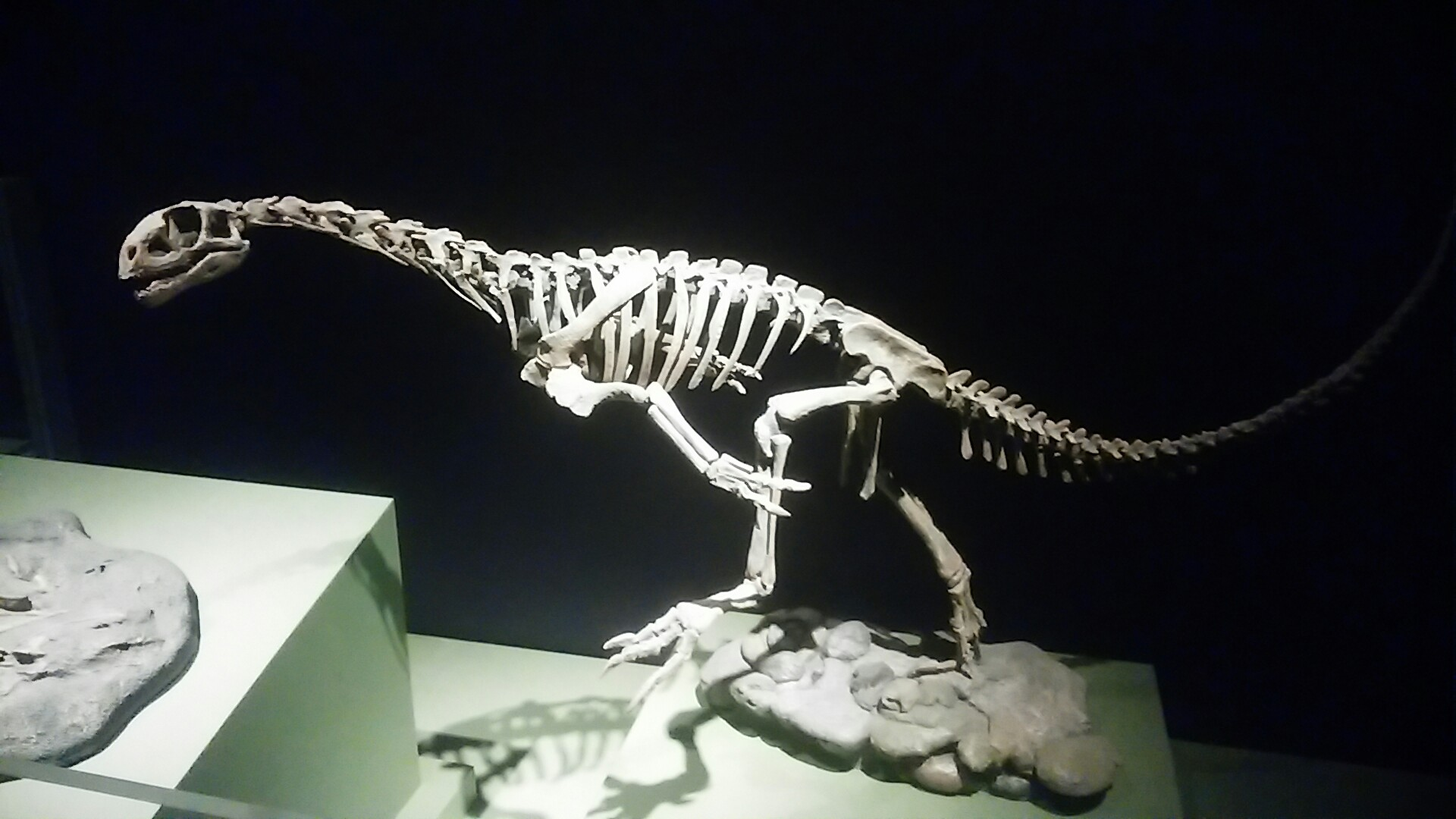
Een skeletmodel

De voorpoot is stevig gebouwd, met 56% van de lengte van de achterpoot. Het opperarmbeen is relatief kort, maar wel overdwars robuust, onderaan en bovenaan verbreed met een goed ontwikkelde deltopectorale kam. De onderarm is iets korter dan de bovenarm. De rechte ellepijp heeft een goed ontwikkelde processus olecrani. De pols heeft een enkel bovenste carpale met een overdwars bol bovenvlak. De hand is krachtig gebouwd. Er zijn drie middenhandsbeenderen. Het derde is zwakgebouwd en de derde vinger bestaat slecht uit een enkel klein kootje. Het tweede middenhandsbeen is het langste. De tweede vinger heeft een lang klauw maar de kootjes, vooral het voorlaatste, zijn sterk verkort. Het eerste middenhandsbeen is kort en robuust. De bovenste voorkant ervan is naar binnen georiënteerd, dus naar de zijde van het lichaam, maar het element is zo sterk naar buiten om de lengteas gedraaid dat de grote vinger en de stevige klauw bij strekking alleen naar buiten roteren doordat het ondervlak afgeschuind is. Het lange eerste kootje van de eerste vinger toont ook een asrotatie. De duimklauw is niet sterk gebogen en ook niet heel groot; korter dan het tweede middenhandsbeen. De formule van de vingerkootjes is 2-3-1-0-0.
Het darmbeen vormt een lage rechthoek in zijaanzicht waarvan het blad tamelijk afgeplat is. Het aanhangsel voor het schaambeen is smal; dat voor het zitbeen meer bollend. Het schaambeen is zeer smal en schuin naar achteren gericht, net als bij de Ornithischia hoewel zonder een processus praepubicus. De schaambeenderen hebben bovenaan een grote tussenruimte; onderaan buigen ze naar elkaar toe en zijn dan over een korte afstand verbonden door een dun beenschort. Het zitbeen is lang en loopt evenwijdig aan het schaambeen zodat de naar voren uitstekende "voet" ervan zeer laag uitkomt. Ook de gepaarde zitbeenderen, die dicht op elkaar parallel lopen hebben een verbindend beenschort dat hier wat langer en breder is.
Het dijbeen is vrij kort en in zijaanzicht wat gekromd. De dijbeenkop staat maar weinig af van de schacht. De trochanter minor is door een nauwe kloof gescheiden van de trochanter major. Er is een duidelijke vierde trochanter aanwezig , een driehoek vormend ruim boven het midden van de achterkant. Het scheenbeen heeft geen sterke crista cnemialis. Het kuitbeen is zeer smal. Het sprongbeen heeft een zeer korte opgaande tak. De middenvoet is breed, vooral onderaan doordat het eerste middenvoetsbeen daar naar binnen toe verdikt is om weer een dragend element te vormen. Overeenkomstig is de eerste teen groot met een stevig eerste kootje en krachtige klauw. Het tweede middenvoetsbeen is het dikst en de tweede voetklauw is het grootst. De derde teen is echter in totaal het langst. De voetklauwen zijn van een aanzienlijke omvang maar tamelijk plat alsof ze vooral gebruikt werden voor ondersteuning.

## Fylogenie
Chilesaurus is in 2015 in de Tetanurae geplaatst in een zeer basale positie. Directe verwanten zijn niet bekend. Chilesaurus toont een verwarrende combinatie van zeer afgeleide kenmerken die van de Coelurosauria bekend zijn en eigenschappen die verder niet bij de Theropoda worden aangetroffen maar wel bij basale Sauropodomorpha. Dit werd gezien als een geval van convergente evolutie, een gevolg van een aanpassing aan een plantenetende levenswijze. De kenmerken van Chilesaurus werden zelfs in de speciale archosaurische analyse van Sterling Nesbitt ingevoerd om te kijken of het geen lid van de Ornithischia betrof maar ook hierin viel Chilesaurus uit als een tetanure theropode.
In 2017 echter werd in het kader van de Ornithoscelida-hypothese dat de Theropoda en de Ornithischia nauwer verwant aan elkaar zouden zijn dan aan de Sauropodomorpha, in twee studies ook de positie van Chilesaurus aan een nader onderzoek onderworpen. De conclusie was nu dat het de meest basale bekende ornithischiër betrof. Dit blijft echter omstreden. Andere studies gaven de traditionele positie aan, die ook veel beter past bij het feit dat het dier uit het Boven-Jura stamt, lang na de afsplitsing van de Ornithischia.
De volgende kladogrammen illustreren de beide hypothesen. Als tetanuur:
|  | Megalosauroidea                                                 |
|  |                                                                 |
|  | \| \| Allosauroidea \| \| \| \| \| \| Coelurosauria \| \| \| \| |
|  |                                                                 |
|  | Allosauroidea                                                   |
|  |                                                                 |
|  | Coelurosauria                                                   |
|  |                                                                 |

|  | Allosauroidea |
|  |               |
|  | Coelurosauria |
|  |               |

|  | Megalosauroidea                                                 |
|  |                                                                 |
|  | \| \| Allosauroidea \| \| \| \| \| \| Coelurosauria \| \| \| \| |
|  |                                                                 |
|  | Allosauroidea                                                   |
|  |                                                                 |
|  | Coelurosauria                                                   |
|  |                                                                 |

|  | Allosauroidea |
|  |               |
|  | Coelurosauria |
|  |               |

|  | Megalosauroidea                                                 |
|  |                                                                 |
|  | \| \| Allosauroidea \| \| \| \| \| \| Coelurosauria \| \| \| \| |
|  |                                                                 |
|  | Allosauroidea                                                   |
|  |                                                                 |
|  | Coelurosauria                                                   |
|  |                                                                 |

|  | Allosauroidea |
|  |               |
|  | Coelurosauria |
|  |               |

|  | Megalosauroidea                                                 |
|  |                                                                 |
|  | \| \| Allosauroidea \| \| \| \| \| \| Coelurosauria \| \| \| \| |
|  |                                                                 |
|  | Allosauroidea                                                   |
|  |                                                                 |
|  | Coelurosauria                                                   |
|  |                                                                 |

|  | Allosauroidea |
|  |               |
|  | Coelurosauria |
|  |               |

|  | Megalosauroidea                                                 |
|  |                                                                 |
|  | \| \| Allosauroidea \| \| \| \| \| \| Coelurosauria \| \| \| \| |
|  |                                                                 |
|  | Allosauroidea                                                   |
|  |                                                                 |
|  | Coelurosauria                                                   |
|  |                                                                 |

|  | Allosauroidea |
|  |               |
|  | Coelurosauria |
|  |               |

|  | Megalosauroidea                                                 |
|  |                                                                 |
|  | \| \| Allosauroidea \| \| \| \| \| \| Coelurosauria \| \| \| \| |
|  |                                                                 |
|  | Allosauroidea                                                   |
|  |                                                                 |
|  | Coelurosauria                                                   |
|  |                                                                 |

|  | Allosauroidea |
|  |               |
|  | Coelurosauria |
|  |               |

|  | Megalosauroidea                                                 |
|  |                                                                 |
|  | \| \| Allosauroidea \| \| \| \| \| \| Coelurosauria \| \| \| \| |
|  |                                                                 |
|  | Allosauroidea                                                   |
|  |                                                                 |
|  | Coelurosauria                                                   |
|  |                                                                 |

|  | Allosauroidea |
|  |               |
|  | Coelurosauria |
|  |               |

|  | Megalosauroidea                                                 |
|  |                                                                 |
|  | \| \| Allosauroidea \| \| \| \| \| \| Coelurosauria \| \| \| \| |
|  |                                                                 |
|  | Allosauroidea                                                   |
|  |                                                                 |
|  | Coelurosauria                                                   |
|  |                                                                 |

|  | Allosauroidea |
|  |               |
|  | Coelurosauria |
|  |               |

|  | Megalosauroidea                                                 |
|  |                                                                 |
|  | \| \| Allosauroidea \| \| \| \| \| \| Coelurosauria \| \| \| \| |
|  |                                                                 |
|  | Allosauroidea                                                   |
|  |                                                                 |
|  | Coelurosauria                                                   |
|  |                                                                 |

|  | Allosauroidea |
|  |               |
|  | Coelurosauria |
|  |               |

|  | Megalosauroidea                                                 |
|  |                                                                 |
|  | \| \| Allosauroidea \| \| \| \| \| \| Coelurosauria \| \| \| \| |
|  |                                                                 |
|  | Allosauroidea                                                   |
|  |                                                                 |
|  | Coelurosauria                                                   |
|  |                                                                 |

|  | Allosauroidea |
|  |               |
|  | Coelurosauria |
|  |               |

|  | Megalosauroidea                                                 |
|  |                                                                 |
|  | \| \| Allosauroidea \| \| \| \| \| \| Coelurosauria \| \| \| \| |
|  |                                                                 |
|  | Allosauroidea                                                   |
|  |                                                                 |
|  | Coelurosauria                                                   |
|  |                                                                 |

|  | Allosauroidea |
|  |               |
|  | Coelurosauria |
|  |               |

|  | Megalosauroidea                                                 |
|  |                                                                 |
|  | \| \| Allosauroidea \| \| \| \| \| \| Coelurosauria \| \| \| \| |
|  |                                                                 |
|  | Allosauroidea                                                   |
|  |                                                                 |
|  | Coelurosauria                                                   |
|  |                                                                 |

|  | Allosauroidea |
|  |               |
|  | Coelurosauria |
|  |               |

|  | Megalosauroidea                                                 |
|  |                                                                 |
|  | \| \| Allosauroidea \| \| \| \| \| \| Coelurosauria \| \| \| \| |
|  |                                                                 |
|  | Allosauroidea                                                   |
|  |                                                                 |
|  | Coelurosauria                                                   |
|  |                                                                 |

|  | Allosauroidea |
|  |               |
|  | Coelurosauria |
|  |               |

|  | Megalosauroidea                                                 |
|  |                                                                 |
|  | \| \| Allosauroidea \| \| \| \| \| \| Coelurosauria \| \| \| \| |
|  |                                                                 |
|  | Allosauroidea                                                   |
|  |                                                                 |
|  | Coelurosauria                                                   |
|  |                                                                 |

|  | Allosauroidea |
|  |               |
|  | Coelurosauria |
|  |               |

|  | Megalosauroidea                                                 |
|  |                                                                 |
|  | \| \| Allosauroidea \| \| \| \| \| \| Coelurosauria \| \| \| \| |
|  |                                                                 |
|  | Allosauroidea                                                   |
|  |                                                                 |
|  | Coelurosauria                                                   |
|  |                                                                 |

|  | Allosauroidea |
|  |               |
|  | Coelurosauria |
|  |               |

|  | Megalosauroidea                                                 |
|  |                                                                 |
|  | \| \| Allosauroidea \| \| \| \| \| \| Coelurosauria \| \| \| \| |
|  |                                                                 |
|  | Allosauroidea                                                   |
|  |                                                                 |
|  | Coelurosauria                                                   |
|  |                                                                 |

|  | Allosauroidea |
|  |               |
|  | Coelurosauria |
|  |               |

Als ornithischiër:
|  | Herrerasauridae |
|  |                 |
|  | Sauropodomorpha |
|  |                 |

|  | Pisanosaurus                                                   |
|  |                                                                |
|  | \| \| Neornithischia \| \| \| \| \| \| Thyreophora \| \| \| \| |
|  |                                                                |
|  | Neornithischia                                                 |
|  |                                                                |
|  | Thyreophora                                                    |
|  |                                                                |

|  | Neornithischia |
|  |                |
|  | Thyreophora    |
|  |                |

|  | Pisanosaurus                                                   |
|  |                                                                |
|  | \| \| Neornithischia \| \| \| \| \| \| Thyreophora \| \| \| \| |
|  |                                                                |
|  | Neornithischia                                                 |
|  |                                                                |
|  | Thyreophora                                                    |
|  |                                                                |

|  | Neornithischia |
|  |                |
|  | Thyreophora    |
|  |                |

|  | Pisanosaurus                                                   |
|  |                                                                |
|  | \| \| Neornithischia \| \| \| \| \| \| Thyreophora \| \| \| \| |
|  |                                                                |
|  | Neornithischia                                                 |
|  |                                                                |
|  | Thyreophora                                                    |
|  |                                                                |

|  | Neornithischia |
|  |                |
|  | Thyreophora    |
|  |                |

|  | Pisanosaurus                                                   |
|  |                                                                |
|  | \| \| Neornithischia \| \| \| \| \| \| Thyreophora \| \| \| \| |
|  |                                                                |
|  | Neornithischia                                                 |
|  |                                                                |
|  | Thyreophora                                                    |
|  |                                                                |

|  | Neornithischia |
|  |                |
|  | Thyreophora    |
|  |                |

|  | Herrerasauridae |
|  |                 |
|  | Sauropodomorpha |
|  |                 |

|  | Pisanosaurus                                                   |
|  |                                                                |
|  | \| \| Neornithischia \| \| \| \| \| \| Thyreophora \| \| \| \| |
|  |                                                                |
|  | Neornithischia                                                 |
|  |                                                                |
|  | Thyreophora                                                    |
|  |                                                                |

|  | Neornithischia |
|  |                |
|  | Thyreophora    |
|  |                |

|  | Pisanosaurus                                                   |
|  |                                                                |
|  | \| \| Neornithischia \| \| \| \| \| \| Thyreophora \| \| \| \| |
|  |                                                                |
|  | Neornithischia                                                 |
|  |                                                                |
|  | Thyreophora                                                    |
|  |                                                                |

|  | Neornithischia |
|  |                |
|  | Thyreophora    |
|  |                |

|  | Pisanosaurus                                                   |
|  |                                                                |
|  | \| \| Neornithischia \| \| \| \| \| \| Thyreophora \| \| \| \| |
|  |                                                                |
|  | Neornithischia                                                 |
|  |                                                                |
|  | Thyreophora                                                    |
|  |                                                                |

|  | Neornithischia |
|  |                |
|  | Thyreophora    |
|  |                |

|  | Pisanosaurus                                                   |
|  |                                                                |
|  | \| \| Neornithischia \| \| \| \| \| \| Thyreophora \| \| \| \| |
|  |                                                                |
|  | Neornithischia                                                 |
|  |                                                                |
|  | Thyreophora                                                    |
|  |                                                                |

|  | Neornithischia |
|  |                |
|  | Thyreophora    |
|  |                |

## Levenswijze

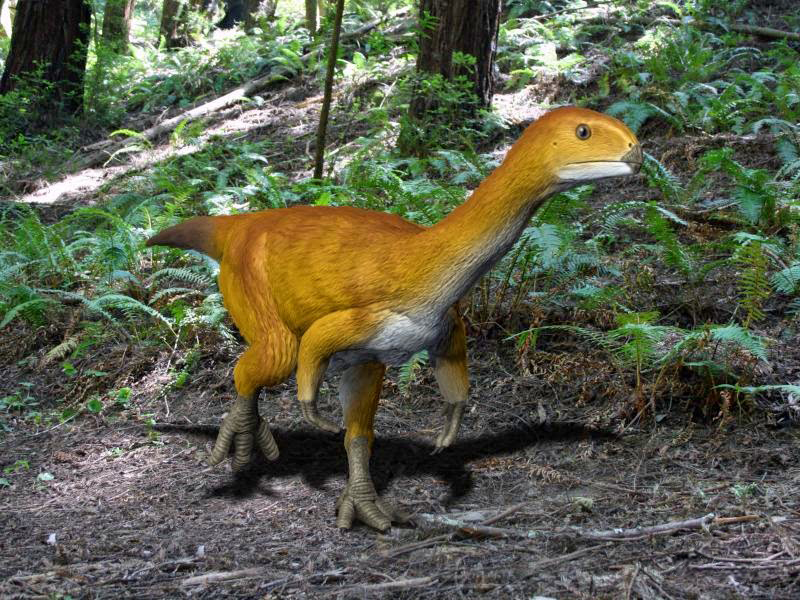
Chilesaurus was een planteneter

Uit het gebit blijkt overduidelijk dat Chilesaurus een planteneter was. Dat is opmerkelijk daar de meest theropoden vleeseters zijn. Later zouden verschillende groepen Maniraptora zich tot planteneters ontwikkelen. Chilesaurus is daar echter geen nauwe verwant van en vertegenwoordigt dus een geheel eigen en onvermoede ontwikkeling in die richting. De grote aantallen vondsten wijzen erop dat Chilesaurus, misschien in kudden levend, een belangrijk deel vormde van zijn ecosysteem dat verder bewoond werd door grote Sauropoda. Het is niet heel duidelijk wat voor planten Chilesaurus precies at. De spatelvormige tanden met hun horizontale afslijting werden misschien gebruikt om naalden van lage coniferen af te trekken; voor afbijten waren ze minder geschikt.
De beschrijvers voerden een analyse uit van de vormruimte (morphospace) van Chilesaurus, de verhoudingen tussen de verschillende skeletelementen gemeten over de bekende exemplaren. Daaruit bleek dat Chilesaurus proporties had die in de achterpoot en de schedel niet bijzonder waren maar in de voet op zich volledig uniek. Het geheel van kenmerken kwam het best overeen met de Ceratosauria.
In bepaalde opzichten imiteert Chilesaurus kleine Ornithischia. Daarmee heeft hij de kleine kop, lange hals en het naar achteren gerichte schaambeen gemeen, dat ruimte bood voor een grotere buikholte om het moeilijker te verteren plantenmateriaal te verwerken. Er zijn echter ook eigenaardige verschillen. Aan het scheenbeen en brede voet is te zien dat Chilesaurus geen snelle renner was. Het holotype is een klein dier met een lengte van 1,6 meter. De volwassen dieren waren met dubbel die lengte en dus acht maal het gewicht al een stuk omvangrijker. Misschien groeiden ze nog wat verder uit en verklaart dat waarom de achterpoot gespecialiseerd lijkt te zijn om een hoog gewicht te dragen. De niet uiteenwaaierende darmbeenderen zijn een aanwijzing dat het dier echter niet heel zwaar werd en de buikholte in de breedte beperkt bleef. De verdedigende functie van de kop lijkt overgenomen te zijn door de duimklauw van de forse arm. Dat is juist een convergentie met eerdere basale sauropodomorfen.
De specimina van Chilesaurus werden alle met de ellebogen sterk naar achteren gebogen gevonden. Een studie uit 2017 concludeerde dat dit hun normale rusthouding was.